# John Norton (5e baron Grantley)
John Richard Brinsley Norton, 5e baron Grantley, (1er octobre 1855 - 5 août 1943), est un pair britannique issu d'une famille de propriétaires terriens anglais. Il s'est également fait connaître comme antiquaire et numismate.

## Biographie
Norton est né à Florence, en Italie, fils de Thomas Norton, 4e baron Grantley et de sa femme, Maria Federigo, et petit-fils de Caroline Norton, l'écrivaine. Il fait ses études à la Highgate School de 1867 à 1869 puis à la Harrow School et à l'Université de Dresde. Il hérite du titre de son père en 1877 et est à un certain moment capitaine dans le Middlesex Yeomanry .
Grantley est membre de la Society of Antiquaries of London, de la Royal Numismatic Society et de la British Numismatic Society. Ses résidences de campagne sont Weeke Manor à Winchester et Markenfield Hall à Ripon. Il a également possédé Elton Manor dans le Nottinghamshire pendant un certain temps, mais semble à peine y avoir vécu. Il achète le domaine Red Rice en 1913.

## Famille
En 1879, Grantley épouse Katharine Buckner Norton, née McVickar (décédée en 1897), l'ex-épouse de son cousin, Charles Grantley Campbell Norton. Elle est la fille du commodore William Henry McVickar, de New York. Ils ont six enfants.
- [sans nom] Norton (né et décédé le 25 janvier 1889)
- Richard Henry Brinsley Norton, plus tard 6e baron Grantley
- Joan Mary Conyers Norton (10 novembre 1879 - 22 juillet 1942), mariée le 11 février 1903 à Edmund Henry Bevan, de Hilston Park, Monmouthshire (décédé le 3 novembre 1945), fils de Thomas Bevan de Stone Park, Greenhithe.
- Eleanour Trehane Norton (18 juillet 1881 - 16 mars 1951)
- Winifred Chapple Norton (18 juillet 1881 - 11 juillet 1914), épouse le 26 juin 1907 William Galbraith Tennant, fils aîné de John Tennant, de The Boltons, Londres.
- Katharine Edith Carlotta Norton (18 décembre 1883 - 9 février 1961)

Il épouse ensuite, en 1899, Alice Jones (décédée en 1942), la fille illégitime de Thomas Jones, 7e vicomte Ranelagh.
À la mort de Grantley en 1943, ses titres passent à son seul fils survivant, Richard Henry Brinsley Norton (6e Lord Grantley), cinéaste et époux de Jean Mary Kinloch.